# 功成珍寶
功成珍寶，是日本現役純種競賽馬匹。目前主要勝場有2025年阪神牝馬錦標。

## 出賽前
2021年2月1日出生於北海道安平町北部牧場，成長途中在一口馬主俱樂部Silk Racing Co. Ltd.進行馬主募集。
其後交由栗東訓練中心練馬師池添學訓練。

## 競賽生涯

### 2歲
2023年8月5日出戰新潟競馬場2歲新馬戰，比賽初段在先頭位置推進，但在直路上尾未能最大程度加速堅守位置，最終以第三落敗。
其後出戰2歲未勝利戰，本次比賽繼續採取前置的策略，在彎道處順利發力下在直路逐步加速衝刺，最終成功爆發末腳超前取得首勝。
10月28日出戰三級賽月神錦標，保持在約莫第六的位置推進，通過彎道時候稍微向前取位，但始終未能縮窄和前方透出的雪嶺熱點之間的距離，最終以1 3/4馬位被擊敗取得第二。
12月按照計劃進軍阪神兩歲牝馬錦標，比賽初段採用有別於以往的策略保持在中團靠後位置，在比賽途中一直維持穩定的速度。進入直路後，其繼續在中檔位置展開加速並開始超越對手，但最終仍然敗於百塔意城、橡木城及芳心動取得第四。

### 3歲
2024年以皇后盃作為年度首戰，然而在先頭部隊之中進發下於直路完全無法維持走勢下以第九大敗，在其後的優駿牝馬（日本橡樹大賽）亦以第十三完賽。
稍為休養進入秋季後選擇出戰玫瑰錦標，本次比賽其重拾留後戰術，但在直路上未能有反應之下無法順利加速衝刺，最終以第十一落敗。
未能出戰秋華賞下在11月角逐3歲以上兩捷馬戰，本次比賽選擇於馬群之中推進，在直路逐步加速下來到前方，但仍然無法對Bellagio Bond及Channel Tunnel造成威脅以第三落敗。
年末再度挑戰3歲以上兩捷馬戰，本次比賽出閘後隨即搶佔位置進行領放，做出較為平均的步速下在彎道處繼續發力加速。進入直路後，其於內欄以不俗的姿態衝刺帶離後方對手，最終以3馬位優勢戰勝勁舞妙姬取得勝利。

### 4歲
2025年首戰為斑鳩錦標，比賽初段選擇留守在第三的位置，在先頭位置推進下於最後彎道進入直路處嘗試加速，但最終仍然被高野冀望及Shonan Alexa壓制以第三落敗。
4月12日越級挑戰二級賽阪神牝馬錦標，在出閘後隨即從外檔位置衝前，進入彎道前進佔領放馬春星花後方第二的位置。進入直路後，其隨即在中檔位置嚮應騎師松山弘平的指揮進行加速，在中段透出領先後一直堅守位置，最終成功阻止紙牌女王及艷紫芳馨的追擊取得首個分級賽冠軍。
5月18日按照計劃出戰維多利亞一哩賽，本次比賽選擇在內欄位置保持位置，同時一直跟隨前方賽駒推進。進入直路後，其嘗試加速超越其他對手，但一直失速下最終以第十三大敗。

### 詳細賽績
| 日期       | 舉辦國家 | 馬場 | 距離   | 級別 | 賽事名稱         | 負重 | 騎師     | 馬號 | 出馬 | 名次 | 時間   | 頭馬（二馬）       |
| ---------- | -------- | ---- | ------ | ---- | ---------------- | ---- | -------- | ---- | ---- | ---- | ------ | ------------------ |
| 5/8/2023   | 日本     | 新潟 | 草1600 |      | 2歲新馬          | 55   | 松山弘平 | 8    | 13   | 3    | 1:37.0 | Nisinokomatimusume |
| 30/9/2023  | 日本     | 阪神 | 草1800 |      | 2歲未勝利        | 55   | 松山弘平 | 1    | 6    | 1    | 1:47.9 | （Brave Histoire） |
| 28/10/2023 | 日本     | 東京 | 草1600 | GIII | 月神錦標         | 55   | 松山弘平 | 8    | 10   | 2    | 1:33.9 | 雪嶺熱點           |
| 10/12/2023 | 日本     | 阪神 | 草1600 | GI   | 阪神兩歲牝馬錦標 | 55   | 松山弘平 | 14   | 18   | 4    | 1:33.3 | 百塔意城           |
| 10/2/2024  | 日本     | 東京 | 草1600 | GIII | 皇后盃           | 55   | 松山弘平 | 4    | 13   | 9    | 1:34.1 | 皇后徑             |
| 19/5/2024  | 日本     | 東京 | 草2400 | GI   | 優駿牝馬         | 55   | 松山弘平 | 15   | 18   | 13   | 2:25.3 | 雪嶺熱點           |
| 15/9/2024  | 日本     | 中京 | 草2000 | GII  | 玫瑰錦標         | 55   | 北村友一 | 14   | 15   | 11   | 2:01.0 | 皇后徑             |
| 30/11/2024 | 日本     | 京都 | 草1800 |      | 3歲以上兩捷馬    | 54   | 杜滿樂   | 3    | 7    | 3    | 1:46.7 | Bellagio Bond      |
| 21/12/2024 | 日本     | 京都 | 草1800 |      | 3歲以上兩捷馬    | 55   | 杜滿樂   | 10   | 13   | 1    | 1:46.7 | （勁舞妙姬）       |
| 9/2/2025   | 日本     | 京都 | 草1600 |      | 斑鳩錦標         | 56   | 松山弘平 | 8    | 14   | 3    | 1:35.3 | 高野冀望           |
| 12/4/2025  | 日本     | 阪神 | 草1600 | GII  | 阪神牝馬錦標     | 55   | 松山弘平 | 11   | 14   | 1    | 1:32.8 | （紙牌女王）       |
| 18/5/2025  | 日本     | 東京 | 草1600 | GI   | 維多利亞一哩賽   | 56   | 松山弘平 | 4    | 17   | 13   | 1:32.8 | 百塔意城           |

## 血統簡介
父系真心呼喚爲日本賽駒，生涯戰績優秀，曾於2005年有馬紀念擊敗無敗三冠馬大震撼奪得冠軍，亦於其後贏得杜拜司馬經典賽。祖父週日寧靜是美國三冠賽雙冠馬，退役後在日本配種，在日本馬壇相當成功，贏得多項分級賽事，其子嗣贏得巨額獎金。
母系Salomina爲德國賽駒，生涯戰績優秀，曾勝出一級賽德國橡樹大賽。外祖父樂美德爲英國生產的德國及美國賽駒，生涯戰績亦非常優秀，曾勝出柏林大賽、巴登大賽及歐洲大賽等一級賽。

### 血統表
| 父線：週日寧靜系（Halo系）        |                              |              |                 |
| 種馬 真心呼喚 2001年（棗色）      | 週日寧靜 1986年（棕色）      | Halo         | Hail to Reason  |
| 種馬 真心呼喚 2001年（棗色）      | 週日寧靜 1986年（棕色）      | Halo         | Cosmah          |
| 種馬 真心呼喚 2001年（棗色）      | 週日寧靜 1986年（棕色）      | Wishing Well | Understading    |
| 種馬 真心呼喚 2001年（棗色）      | 週日寧靜 1986年（棕色）      | Wishing Well | Mountain Flower |
| 種馬 真心呼喚 2001年（棗色）      | Irish Dance 1990年（棗色）   | 東來兵       | Kampala         |
| 種馬 真心呼喚 2001年（棗色）      | Irish Dance 1990年（棗色）   | 東來兵       | Severn Bridge   |
| 種馬 真心呼喚 2001年（棗色）      | Irish Dance 1990年（棗色）   | Buper Dance  | 利法爾          |
| 種馬 真心呼喚 2001年（棗色）      | Irish Dance 1990年（棗色）   | Buper Dance  | My Bupers       |
| 繁殖雌馬 Salomina 2009年（棗色）  | 樂美德 1988年（栗色）        | Niniski      | 尼真斯基        |
| 繁殖雌馬 Salomina 2009年（棗色）  | 樂美德 1988年（栗色）        | Niniski      | Virginia Hills  |
| 繁殖雌馬 Salomina 2009年（棗色）  | 樂美德 1988年（栗色）        | La Colorada  | Surumu          |
| 繁殖雌馬 Salomina 2009年（棗色）  | 樂美德 1988年（栗色）        | La Colorada  | La Dorada       |
| 繁殖雌馬 Salomina 2009年（棗色）  | Saldentigerin 2001年（棗色） | 虎山行       | 丹山            |
| 繁殖雌馬 Salomina 2009年（棗色）  | Saldentigerin 2001年（棗色） | 虎山行       | The Filly       |
| 繁殖雌馬 Salomina 2009年（棗色）  | Saldentigerin 2001年（棗色） | Salde        | Alkalde         |
| 繁殖雌馬 Salomina 2009年（棗色）  | Saldentigerin 2001年（棗色） | Salde        | Saite           |
| 雌系：Schwarzgold系（號族：16-c） |                              |              |                 |
| 五代內近親交配：北地舞人 5×5      |                              |              |                 |

## 命名由來
名字Safira（サフィラ）在葡萄牙語中，意思是藍寶石，香港則以其背後代表成功的寓意，翻譯為「功成珍寶」。

## 外部連結
- 功成珍寶 netkeiba.com
- 血統表